# Karel Voous
Karel Hendrik Voous est un ornithologue néerlandais, né le 23 juin 1920 et mort le 31 janvier 2002.
Directeur de musée, chercheur, enseignant, membre éminent de nombreuses unions ornithologiques ainsi que du Congrès international d'ornithologie, il contribue de manière importante aux progrès de la science et est considéré comme l'un des grands ornithologues européens et mondiaux.

## Biographie
Karel Voous est né à Huizen, Hollande du Nord, le 23 juin 1920. Son intérêt pour les oiseaux serait apparu lorsqu'il avait cinq ans, alors qu'il tentait d'attraper des moineaux en leur mettant du sel sur la queue. Il a étudié la biologie à l'université d'Amsterdam de 1938 à 1947. Il y devient assistant au musée zoologique en 1940, puis est promu conservateur d'ornithologie et, de 1950 à 1963, directeur adjoint du musée. Il a pris sa retraite en 1975 mais a continué à travailler sur divers projets ornithologiques, dont la publication de son livre Owls of the Northern Hemisphere en 1988. Assez curieusement, il considérait ses travaux sur les chouettes et hiboux comme une sorte de passe-temps, alors qu'il était ornithologue professionnel. Il se consacrait également au portrait photographique et aux relations entre la science et la religion, un sujet sur lequel il a publié plusieurs articles en néerlandais. Doté d'un personnalité réservée, il n'en était pas moins considéré comme l'un des grands ornithologues européens et mondiaux, très respecté pour la qualité de ses travaux et de son jugement, servis par son absence de rigidité intellectuelle. Il savait faire preuve d'un grand respect à l'égard de ses confrères et était très engagé dans la communauté scientifique. Il est mort le 31 janvier 2002 à Huizen.

## Travaux
En 1947, Voous a soutenu sa thèse de doctorat, un document fondamental sur la biogéographie du genre Dendrocopos (publié dans Limosa la même année), sous la direction du professeur Lieven F. de Beaufort.
Une grande partie du travail de Voous a été consacrée à l'avifaune des Pays-Bas, son pays natal. Il a ainsi été le principal auteur de la liste des oiseaux des Pays-Bas en 1970,  Avifauna van Nederland. Au-delà de ses recherches sur la biologie, la distribution, le comportement des oiseaux des Pays-Bas, il a publié en 1995 In de Ban van Vogels ("Sous le charme des oiseaux"), une histoire de 605 pages sur l'ornithologie aux Pays-Bas, comprenant une courte biographie des ornithologues néerlandais et l'histoire de l'Union des ornithologues néerlandais.
En matière d'ornithologie internationale, seul ou avec d'autres auteurs, il a travaillé et publié sur les genres Dryocopus, Ceyx, Coracina, Buteo, Tyto, Strix, Larus et Sterna. Par ailleurs, ses travaux sur les Fulmars et la migration du Puffin majeur sont devenus des classiques.

## Fonctions
Karel Voos a notamment été conservateur et directeur adjoint du Musée zoologique de l'Université d'Amsterdam (aujourd'hui Institut de zoologie taxonomique). Il a également été professeur de zoologie systématique et de zoogéographie à l'Université libre (protestante) d'Amsterdam, bien que de son propre aveu, il n'ait pas été très attiré par l'enseignement.
Il a rempli les fonctions suivantes : 
- 1940 : assistant au musée zoologique de l'Université d'Amsterdam ;
- 1950 - 1963 : directeur adjoint du musée zoologique de l'Université d'Amsterdam ;
- 1950 - 1982 : membre du comité international du Congrès international d'ornithologie (CIO) ;
- 1955 - 1975 : professeur de zoogéographie à l'Université libre d'Amsterdam ;
- 1966 : membre de l'Union américaine d'ornithologie (membre honoraire à partir de 1969);
- 1970 : secrétaire général du quinzième Congrès international d'ornithologie à La Haye ; membre du comité exécutif du CIO jusqu'en 1974 ;
- 1994 : président honoraire du CIO à Vienne ;
- membre honoraire ou correspondant d'une dizaine de sociétés ornithologiques dont l'Union des ornithologues néerlandais et l'Union des ornithologues britanniques, qui lui a en outre décerné sa prestigieuse Médaille de l'Union en 1975.

## Liste partielle des publications

### En anglais
- Atlas of European Birds
- Birds observed and collected during the whaling expeditions of the « Willem Barendsz » in the antarctic, 1946-1947 and 1947-1948 (1950)
- Owls of the Northern Hemisphere

### En néerlandais
- Afwijkende populatie koolmezen
- Phylloscopus Bonelli Bonelli in Nederland Gevangen
- Roofvogels en Uilen van Europa
- In de Ban van Vogels